# Bardibas
Bardibas (nep. बर्दिवास) – gaun wikas samiti w środkowej części Nepalu w strefie Dźanakpur w dystrykcie Mahottari. Według nepalskiego spisu powszechnego z 2001 roku liczył on 1643 gospodarstw domowych i 8859 mieszkańców (4290 kobiet i 4569 mężczyzn).